# Арктика (вездеход)
«Арктика» — вездеход-амфибия на шинах сверхнизкого давления, производился «Ассоциацией Арктиктранс» с 1990 по 2004 гг.

## История создания
Снегоболотоход «Арктика» разрабатывался Ассоциацией Арктиктранс в 1989—1995 гг. В основе использовалась схема, предложенная В. А. Разулевичем (Архангельск), в основе которой лежит использование редукторов закрылков крыла самолета Ту-16, на которых располагаются колеса с пневматиками. Редуктора каждого борта жестко замкнуты между собой. Каждый борт развязан через дифференциал коробки передач. Эта схема успешно использовалась на легких снегоболотоходах, и в 1989 году на машине Разулевича удалось пройти все восточное побережье Таймыра и выйти на Северную Землю (3500 км).

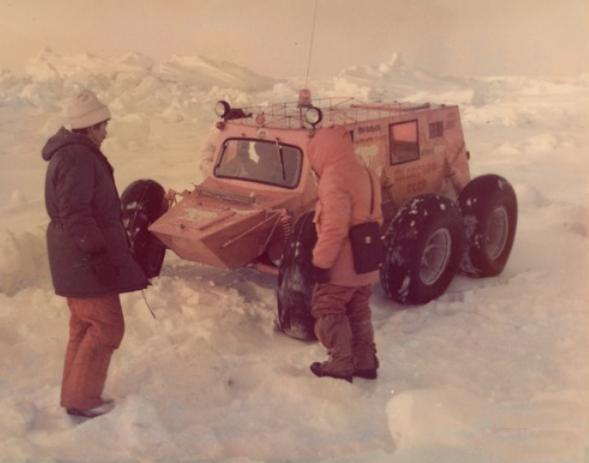
Одна из первых «Арктик», во время экспедиции 1990 г.

Результаты этого похода позволили создать снегоболотоход «Арктика» с закрытым герметичным дюралевым кузовом. В 1990 году на этих машинах была предпринята попытка пройти к Северному полюсу с острова Средний, но из-за чрезвычайно мягкой зимы это было невозможно и, поэтому были совершены походы к мысу Арктический и мысу Баранова (2000 км).

## Особенности конструкции

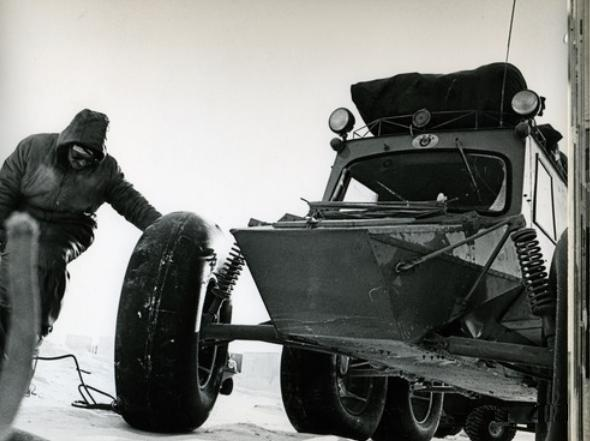
На вездеходе «Арктика» применялся дюралевый клёпаный герметичный кузов. Нижняя его часть имела форму лодки-плоскодонки.

Для снижения массы вездехода были применены колёса необычной конструкции: вместо цельного обода — два кольца, соединённых между собой стальными трубками, вогнутыми внутрь колеса. Спицы сделаны из тех же стальных трубок. Вместо шин использовались обычные камеры от грузовиков, раздутые до 125 сантиметров в диаметре или от шасси вертолётов (диаметр — 130 см.). Это позволило снизить вес колеса в сборе всего до 18,5 кг.
Благодаря своей эластичности и низкому давлению камеры как бы расплющиваются по поверхности, образуя огромное пятно контакта. Давление на почву при этом получается в несколько раз ниже, чем у стопы человека. Благодаря лёгкому весу и большому водоизмещению колёс вездеход «Арктика» мог плавать, при этом, даже не касаясь днищем поверхности воды. На плаву вездеход приводился в движение вращением колёс, на которые устанавливались специальные гребные лопатки.
Первоначально на вездеходах «Арктика» применялась заднемоторная компоновка, позже, для лучшей развесовки по осям, стали использовать среднемоторную.

## Модификации

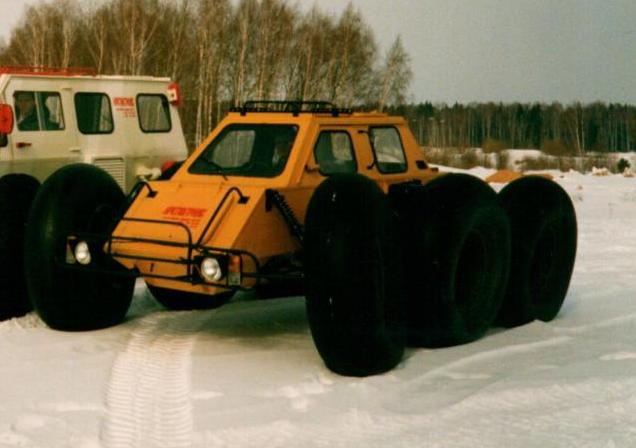
Укороченная двухместная модификация вездехода «Арктика»

Кроме шестиместной выпускалась ещё укороченная двухместная модификация вездехода Арктика, а также вездеход Арктика-2.
«Арктика-2» — модификация вездехода «Арктика», сконструированная для экспедиционных целей, имела восьмиместный кузов с защитой от волн в 3-4 балла, специальные двери кабины в виде откидных крыльев. Дорожный просвет был увеличен до 730 мм. Грузоподъёмность «Арктики-2» составляла около 700 кг на слабонесущих грунтах и на плаву и 1000 кг на плотных грунтах, что превышало её собственный вес на 20 %.
|  |  |

В конструкции «Арктики-2» применялись: более мощные редуктора, рассчитанные ОКБ Миля и изготовленные на авиационном заводе в Харькове; кузов, спроектированный в ракетном КБ Грушина; уникальные резинокордные оболочки, специально созданные для этой машины и ряд ноу-хау, разработанных Арктиктрансом.
Благодаря этому были получены тактико-технические характеристики, недостижимые при применении автомобильных схем и технологий.

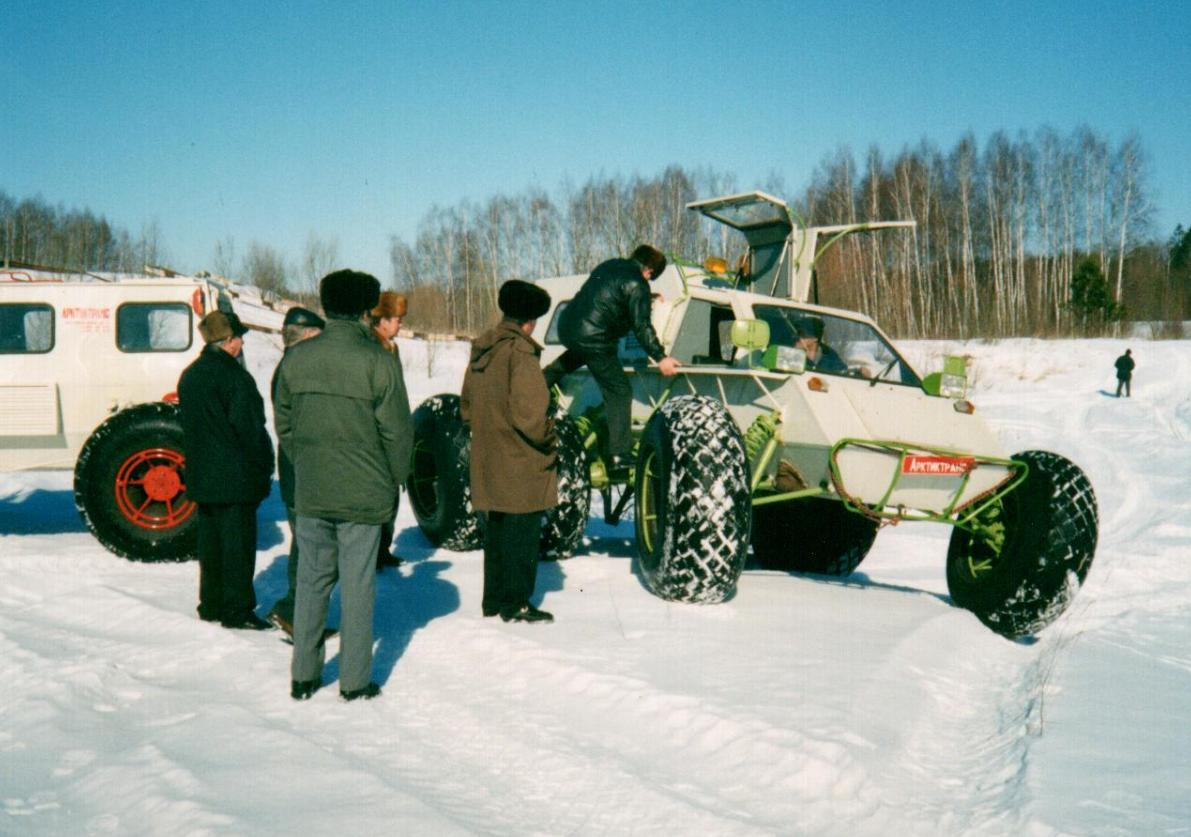
Главная внешняя отличительная черта «Арктики-2» — открывающиеся кверху двери.